# Cárcel de la Chancillería de Valladolid
La cárcel de la Chancillería de Valladolid es un edificio diseñado en estilo clasicista por el arquitecto Nicolás Bueno y llevado a cabo por Felipe Berrojo, Juan de Median Argüelles, Juan Tejedor Lozano, y Pedro de Biermo, durante los años 1675 y 1679. Se encuentra ubicada en el municipio de Valladolid, en la Provincia de Valladolid, de la comunidad autónoma de Castilla y León, España, donde actualmente se halla la Biblioteca Reina Sofía. Se encuentra en el centro de la ciudad junto con el Palacio de los Vivero, el Hospital Clínico Universitario de Valladolid, la Iglesia de San Pedro Apóstol y el Convento de las Descalzas Reales. Fue la cárcel para presos cuyas causas tramitara el Tribunal de la Real Audiencia. Fue durante años cárcel de Valladolid hasta 1935, cuando se inauguró la que hoy es el Centro Cívico "Esgueva".

## Historia
En el año 1607, la Chancillería o tribunal superior de justicia regresó a Valladolid tras haber estado en Medina del Campo y Burgos. Para llevar a cabo su reubicación se alquilaron unas casas, de forma provisional, para archivo y también para ensanchar la cárcel. Sin embargo, las nefastas condiciones de estas casas exigían una reforma, aunque el rey Felipe IV, en cambio, rechazaba estas peticiones, ya que esto requería sacar presupuesto de los fondos de penas de cámara y gastos de justicia. 
Ya en el año 1674, el fiscal de Su Majestad presentó otra petición diciendo que la casa que servía de cárcel estaba en ruinas, hasta el punto de que los alcaides no se atrevían a dejar salir a los presos a un corral donde podían disfrutar de los rayos de sol, ya que una de las paredes principales se estaba hundiendo. Entonces, se enviaron a la Corte los planos del arquitecto Nicolás Bueno, cuyos cambios fueron aceptados, y entonces fue necesaria la compra de las casas que funcionaban de cárcel y archivo, así como el pago de la deuda de alquiler que se debía desde 1607. Se comenzó por la construcción del archivo, y el dinero conseguido para realizar las obras de la cárcel solo permitió el levantamiento del edificio, de todas las paredes, hasta el primer piso. Para llevar a cabo la obra, que requería el derribo de las casas ocupadas para cárcel, fue preciso el desalojo de las mismas, traslandando a los presos a la cárcel de la ciudad, la cual se encontraba en la calle de San Lorenzo, al lado de la iglesia, donde permanecerían mientras durase la construcción del nuevo edificio. 
Con la construcción de la “Cárcel Nueva”, este edificio cayó en desuso en 1935, volviendo a ser utilizado durante la Guerra civil española, para albergar a las mujeres represaliadas, y provenientes de la “Cárcel Nueva”. 
Este edificio fue convertido en biblioteca en 1988, la que actualmente se conoce como Biblioteca Reina Sofía, perteneciente a la Universidad de Valladolid.

## Estructura

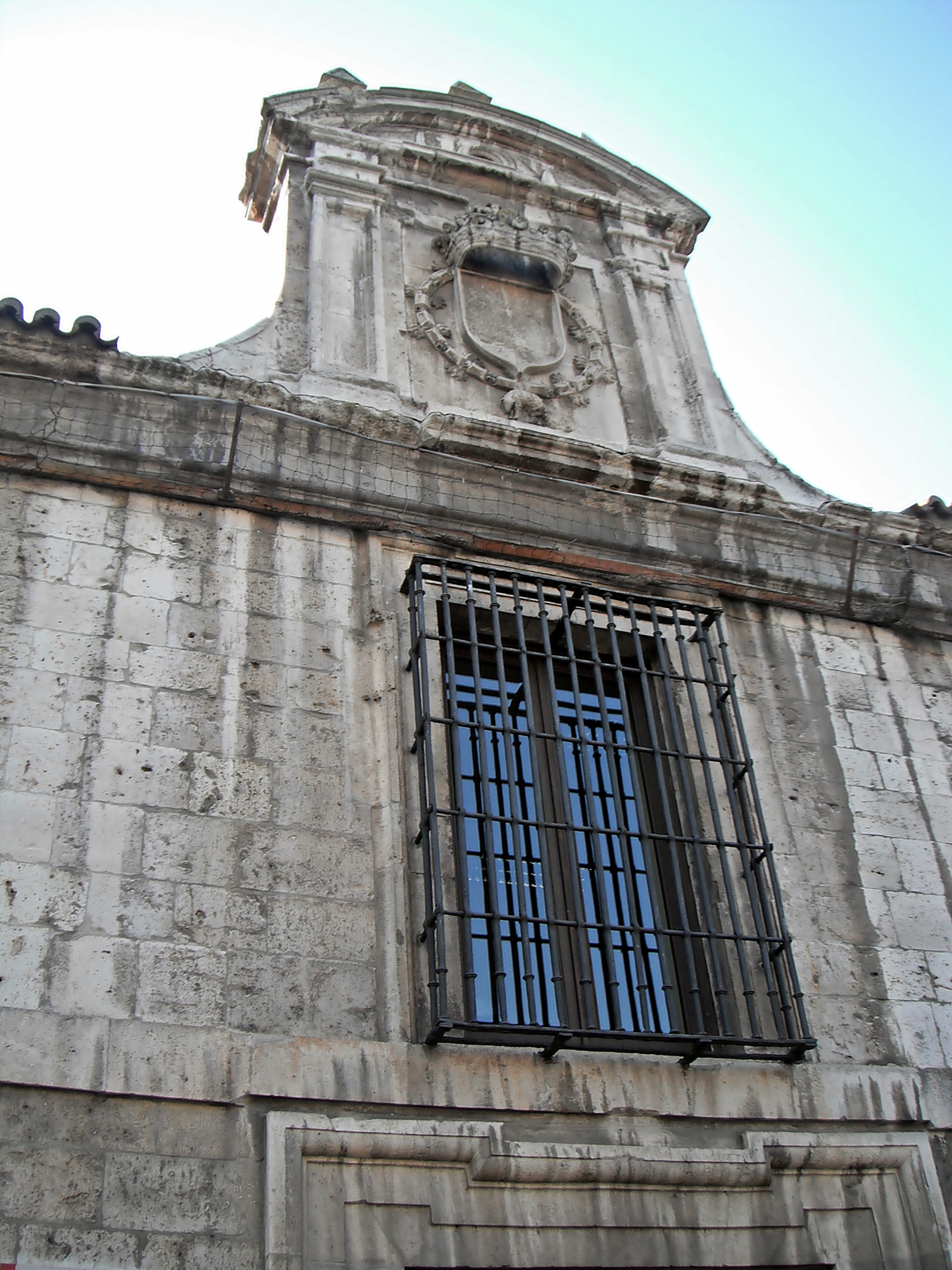
Frontal de la Cárcel de la Chancillería

Es un edificio de planta cuadrada, provisto de patio central, de pilares cuadrados. En el exterior tiene aspecto palaciego, ordenándose con rigurosa simetría. A los lados van dos torres, enrasadas con la alineación de la fachada. La puerta aparece envuelta en baquetón, de marco quebrado. Sobresale una peineta, en que figura el escudo real del que han sido borradas las armas.
Una imposta plana separa los dos pisos de que consta el edificación. Los huecos resultan espaciosos, pero ya se ha indicado que se guardan con sólidas rejas. En cuanto al estilo, se mantiene aún dentro de la corriente herreriana, sin acusar la ornamentación barroca que entonces ya se prodigaba.